# Airspeed Oxford
Airspeed Oxford var et to-motors fly, som under 2. verdenskrig blev brugt til at uddanne britiske og andre commonwealth-flyvebesætninger til navigatører, radiotelegrafister, bombeskytter, maskingeværskytter og piloter til flermotorede fly.
Efter krigen blev mange Oxford-fly ombygget til passagerfly eller solgt til andre landes flystyrker, bl.a. Flyvevåbnet i Danmark.

## Design og udvikling
I forbindelse med udvidelsen af Royal Air Force i 1930'erne fik man brug for en avanceret træner, i særdeleshed til uddannelsen af besætninger til bombefly. Kravene blev nedfældet i "Operational Requirement OR.42". Den godmodige Avro Anson var i betragtning til opgaven, men det var ønskværdigt med et fly, der var vanskeligere at håndtere. Den 10. juli 1936 udstedte det britiske luftfartsministerium specifikation T.23/36 til Airspeed Ltd. for et tomotors træningsfly, der kunne opfylde OR.42.
Oxford, som var bygget efter specifikation T.23/36, var baseret på Airspeed's kommercielle 8-sæders fly, AS.6 Envoy, designet af Hessell Tiltman. Syv Envoys var tidligere blevet modificeret for Sydafrikas Flyvevåben under navnet "Convertible Envoy", som med kort varsel kunne forsynes med bombeholdere og et maskingevær i et manuelt drejet Armstrong Whitworth rygtårn.
Oxford var et lavvinget cantilever monoplan, med et semi-monocoque opbygget skrog og en hale bygget af træ. Understellets hovedhjul blev trukket op i motorgondolerne. Den benyttede et traditionelt halehjulsunderstel. Med en standardbesætning på tre kunne sædearrangementet ændres til den foreliggende træningsopgave. Cockpittet havde dobbeltstyring og to sæder til en pilot og enten en navigatør eller en andenpilot. Skulle flyet benyttes til træning af en bombeskytte ville det sekundære sæt styregrej og sædet blive afmonteret, og bombeskytten skulle ligge udstrakt på gulvet. Brugt som navigationstræner blev det sekundære sæde skubbet bagud, så det stod ud for kortbordet. Bag ved cockpittet var der en radiostation, der vendte agterud i styrbords side af skroget. I Oxford I var der et kanontårn på ryggen midtskibs. Flyet kunne dermed benyttes til at træne så forskellige slags mandskab som piloter, navigatører, bombe- og maskingeværskytter, radiooperatører og kameraoperatører. Oxford kunne også bruges som ambulancefly.
Der blev placeret en første ordre for en serie på 136 fly for at tillade en økonomisk forsvarlig samlebåndsproduktion i Portsmouth-fabrikken. Den første prototype, L4534, fløj første gang fra Portsmouth den 19. juni 1937. To varianter var planlagt, Mark I som et mere generelt træningsfly med et kanontårn, og Mark II uden tårn, men med dobbeltstyring. Da Airspeed modtog yderligere store ordrer (100 stk. Mk.I og 100 stk. Mk.II) blev det arrangeret, at de Havilland Aircraft skulle bygge dem i deres Hatfield fabrik for at dække behovet for Oxfords til træning. Andre firmaer fik også del i kontrakterne.
Totalt blev der bygget 8.586 Oxfords, 4.411 stk. af Airspeed i deres Portsmouth fabrik, 550 stk. i Airspeeds skyggefabrik på RAF flyvestation Christchurch i Dorset, 1,515 af de Havilland i Hatfield, 1,360 af Percival Aircraft i Luton og 750 af Standard Motors i Coventry.

## Operationel historie

### 2. Verdenskrig
Airspeed Oxford, med øgenavnet 'the Ox-box' (lit. 'Oksekassen' eller måske nærmere 'Oksekærren'), blev brugt til at træne komplette besætninger for RAF Bomber Command og kunne træne piloter, navigatører, bombe- og maskingeværskytter og radiooperatører på samme flyvetur. Udover pligterne som træner, blev Oxford benyttet til kommunikation, anti-ubådspatruljer og som ambulancefly i Mellemøsten.
Oxford var det foretrukne skolefly for Empire Air Training Scheme (EATS) og British Commonwealth Air Training Plan (BCATP), som sendte tusinder af potentielle besætningsmedlemmer til Canada for at træne. Der var 27 Oxfords påmønstret "No 4 Flying Training School" RAF Habbaniya, Irak først i 1941 og nogle af dem blev ombygget på stedet, så de kunne benyttes som lette bombefly i forsvaret af skolen.
Selv om Oxford var udstyret med en fast propel, enten af træ eller metal, havde cockpittet et håndtag til at indstille propelstigningen fra "grov" til "fin". Håndtaget skulle sættes til "fin" under start og landing, og til "grov" under alm. flyvning. Håndtaget havde absolut ingen funktion, det blev benyttet til at indprente proceduren hos flyveeleverne.
I 1941 forsvandt piloten Amy Johnson i en Airspeed Oxford. Det antages, at hun styrtede ned et eller andet sted i mundingen af Themsen.

### Efter krigen
Efter krigen blev 152 overskydende Oxfords konverteret til små 6-sædede trafikfly under navnet AS.65 Consul. Nogle Oxfords blev købt af det græske luftvåben og brugt under den græske borgerkrig.
Oxford tjente i Royal Air Force som trænere og lette transportfly, indtil den sidste udtrådte af tjeneste i 1956. Nogle af de overskydende fly blev solgt udenlands som f.eks. til det belgiske luftvåben.

### Danmark
Danmark fik i alt 44 flyvedygtige fly. De to første Oxford-fly ankom til Karup 6. november 1946, det sidste ankom i april 1948. Af de 44 fly var 7 stk Mk.II, resten var Mk.I. De blev benyttet af stationsflights og træningsenheder og hovedsageligt anvendt til skoleflyvning, forbindelsesflyvning (maks. fem om bord), fotoflyvning, målslæb samt i forbindelse med søredningstjenesten.
Oxford fik type nr. 21. Flyene blev nummereret 201-253, men ujævnt: nogle numre blev sprunget over, og nr. 213, 214 og 221 blev slet ikke leveret.
I alt 6 af flyene havarerede, desværre med seks dødsofre til følge. Den værste ulykke skete ved Kalveboderne i 1951. Ved nedstyrtningen af nr. 211 blev 3 personer dræbt.
Flyene bar præg af trækonstruktionen, anvendelsen og deres alder - skolefly lever undertiden et hårdt liv - og blandt piloterne hed det sig, at skulle man flyve Oxford, "så husk en pakke blå kamsøm". Flyene fik i visse tilfælde råd og dårlige limninger og blev trukket ud af tjeneste, de sidste i foråret 1955.
Ved udmønstringen blev otte fly solgt til civil anvendelse, mens resten blev ophugget.

## Varianter
AS.10 Oxford I
De første Oxford I til Royal Air Force fik Armstrong Siddeley Cheetah IX stjernemotorer med 350 hk (265 kW) og strømliniede motorkåber ("NACA cowling"). Den første Mark I fløj den 19. juni 1937 og trådte i tjeneste ved Central Flying School i november samme år. Ved krigens start var ca. 300 Oxford Mk.I i tjeneste ved RAF, og et antal var i brug ved Royal New Zealand Air Force for at oplære pliloter for RAF.
AS.10 Oxford II
Ved krigens start havde motordrevne kanontårne afløst de manuelle, og Oxford's rolle som skyttetræner forsvandt. Der var 70 stk. Oxford II i brug ved krigens start; de fik fjernet tårnet og blev primært anvendt som radio- og navigationstrænere.
AS.10 Oxford III
Blev forsynet med to Cheetah XV motorer med 425 hk (315 kW) og Rotol constant-speed propeller, benyttet til navigations- og radiotræning.
AS.10 Oxford IV
Flyvende testopstilling for de Havilland Gipsy Queen IV motorer.
Oxford T.II
Kun 9 blev bygget, heraf var otte konverterede Mk.I.
AS.40 Oxford
Civil konvertering for radioforsøg og -forskning. To stk. bygget.
AS.41 Oxford
Benyttet af Miles Aircraft som flyvende testopstilling for Alvis Leonides motoren. Kun en blev bygget.
AS.42 Oxford
Oxford I ændret for at møde Specifikation T.39/37 for New Zealand.
AS.43 Oxford
Luftopmålings-variant af AS.42
AS.46 Oxford V
Den sidste model, opgraderet til Pratt & Whitney R-985 Wasp Junior stjernemotorer med 450 hk (335 kW) og Hamilton-Standard propeller med variabel stigning. Mange Mk.I og II blev opgraderet til Mk.V standarden.
AS.65 Consul
Efter krigens slutning blev over 150 af RAF's overskydende fly ombygget til et civilt transportfly; Denne variant blev kaldt Airspeed Consul.

## Operatører
Australien
- Royal Australian Air Force - Fra movember 1940 fik RAAF 391 stk. Oxford I & II fra RAF til at bruge i Australien.[8] De fleste overlevende fly blev frasolgt først i 1950'erne.[9]

 Belgien
- Det belgiske luftvåben (nederlandsk: Luchtcomponent, fransk: Composante air) - Da den belgiske afdeling af RAF overgik til belgisk kontrol som Militaire Vilegwezen, donerede RAF 30 Oxfords til at starte en flyveskole. De blev benyttet indtil sidst i 1950'erne; det sidste fly blev doneret til Bruxelles' krigsmuseum i 1960.[10]

 Belgisk Congo
- Belgisk Congo's forsvar [Force Publique] - Seks Oxfords blev overført til Force Publique i April 1944. De udgik af tjeneste i 1955.[10]

 Burma
- Burma's Luftvåben (Myanmar Air Force (burmesisk: တပ်မတော် (လေ)) - Mindst 15 Oxfords blev overført sidst i 1940'ne, nogle af dem modificeret til at bære maskingeværer og raketter.[10]

 Canada
- Det Canadiske luftvåben (Royal Canadian Air Force) - RCAF bestilte 25 Oxford I i 1938. De blev taget fra RAF's beholdning, sendt til Canada i 1939 og samlet af Canadian Vickers i Montreal. De blev udstationeret på Central Flying School, hvor de senere fik selskab af et stort antal RAF fly.[11]

 Ceylon
- Ceylon's Kongelige Luftvåben (Sri Lanka Air Force (SLAF) singalesisk: ශ්‍රි ලංකා ගුවන් හමුදාව Sri Lanka Guwan Hamudawa) - Tre tidligere RAF Oxfords blev leveret i 1953.[10]

 Danmark
- Flyvevåbnet - Fra slutningen af 1946 blev 44 ex-RAF Oxfords benyttet til avanceret flyvetræning i Karup. De blev også anvendt til kommunikation og luftfotografering. Alle var udtrådt af tjenesten i 1956.[10]

 Egypten
- Det egyptiske luftvåben (Egyptian Air Force (EAF); arabisk: القوات الجوية المصرية) - Et antal RAF Oxfords var udlånt, men mindst et fly blev overført i 1948.[10]

 Frankrig
- De Frie franske styrkers Luftvåben (fransk: Forces Aériennes Françaises Libres, FAFL) - De Frie Franske i Vestafrika modtog fem nye Oxfords i 1944 og benyttede dem til 1946.[10]

 Grækenland
- Grækenlands Luftvåben (Hellenic Air Force (HAF) græsk: Πολεμική Αεροπορία, Polemikí Aeroporía) - Modtog mindst 33 Oxfords i 1947 til transport og luftfotografering.[10]

 Holland
- Det hollandske luftvåben (nederlandsk: Koninklijke Luchtmacht, KLu) - Fra maj 1946 modtog KLu 28 Oxfords. De var alle udtrådt af tjeneste i 1952.[10]
- Den Hollandske Flådes Lufttjeneste (nederlandsk: Marine-Luchtvaartdienst, MLD) - I oktober 1947 fik MLD tre Oxfords til multi-motor- og navigationstræning. I 1951 fik de yderligere to fly fra KLu, men alle udtrådte af tjeneste i 1952.[10]

 Indien
- Indiens Luftvåben (Royal Indian Air Force, senere Indian Air Force; (Sanskrit) भारतीय वायु सेना, Bhāratīya Vāyu Senā) - Ved Indiens uafhængighed i december 1947 blev ni Oxfords overført.[10]

 Iran
- Det iranske luftvåben (Imperial Iranian Air Force, IIAF) - Tre Oxfords blev leveret.[10]

 Israel
- Israels luftvåben (Heyl Ha'Avir hebraisk:זרוע האוויר והחלל, Zroa HaAvir VeHaḤalal) - Først i 1950'erne blev tre Oxfords benyttet af den Centrale Flyveskole til at uddanne piloter til to-motorede fly.[10]

 New Zealand
- Royal New Zealand Air Force - Med en kontrakt på 5 Mk.I i 1937 var New Zealand var et af de første lande, der bestilte Oxford. Det femte fly blev modificeret til luftopmåling. De blev leveret på et skib i 1938 og samlet på RNZAF Hobsonville. RNZAF placerede ordrer på yderligere 36 fly. Med starten af Commonwealth Air Training Plan kom der yderligere 110 fly.[12] Totalt benyttede RNZAF 299 Oxfords mellem 1938 og 1952.

 Norge
- Luftforsvaret - Købte 20 overskydende Oxfords af RAF i 1947.[10]

 Polen
- Det polske luftvåben i Storbritannien (polsk: Polskie Siły Powietrzne) - Antal ukendt.

 Portugal
- Det portugisiske luftvåben (portugisisk: Força Aérea Portuguesa) - Hæren og Flåden fik hver seks Oxfords i 1943 under 'Operation Oatmeal'. Da FAP blev stiftet i 1952, var der stadig fire fly i tjeneste.[10]

 South Africa
- Sydafrikas Luftvåben (South African Air Force) - Som deltager i Commonwealth Air Training Plan fik SAAF udleveret næsten 700 Oxfords, som begyndte at ankomme fra november 1940. På grund af den intense træning gik 256 fly tabt på grund af uheld. De fleste overlevende fly blev taget ud af tjeneste i 1945, og i 1947 var de solgt.[13]

 Storbritannien
- Royal Air Force - Antal ukendt.[14]
- Fleet Air Arm - Antal ukendt.

 Tjekkoslovakiet
- Tjekkoslovakiets luftvåben - (Czechoslovak Air Force - Tjekkisk: Československé vojenské letectvo) - Et fly i tjeneste 1945 til 1948. Angiveligt skulle nogle Oxfords være omdøbt til 'D42' og være benyttet til bombetræning.[10]

 Tyrkiet
- Tyrkiets luftvåben (tyrkisk: Türk Hava Kuvvetleri) - THK fik 50 Oxford Mk.I i 1943, og tyve mere ankom i 1946 og 1947.De blev erstattet med AT-11 først i 1950'erne, og de overlevende Oxfords blev ophugget.[10]

 USA
- United States Army Air Forces - USAAF benyttede 137 Oxfords udlånt fra RAF. De blev mest benyttet som kommunikationsfly i UK, og fra juni blev de brugt til træning i radarstyret blindlanding (en tidlig version af ILS). Ved slutningen af 1944 var der ankommet amerikanske flytyper, og de lånte fly var returneret til RAF. Et mindre antal var også udlånt fra RAAF til USAAF i Australien.[10]
- United States Navy - To Oxfords blev benyttet som kommunikationsfly af USN i Storbritannien.[10]

- Jugoslaviens Luftvåben (SFR Yugoslav Air Force, serbokroatisk: Jugoslavensko Ratno zrakoplovstvo, Југословенско Ратно ваздухопловство) - Fem Oxfords blev leveret til JRZ mellem 1951 og 1958 af Norge under et gensidigt hjælpeprogram. De blev benyttet til træning af Mosquito-besætninger.[10]

## Overlevende fly

### Flyvedygtige
Opgjort i April 2014 er der ingen Oxfords tilbage i flyvedygtig stand. Der er dog restaureringer i gang i New Zealand, og adskillige privatpersoner såvel som RNZAF Museum opbevarer reservedele, der kan anvendes i fremtidige projekter.

### Udstillet på Museum
Belgien
- Oxford I 016/MP455 er udstillet i Bruxelles Krigsmuseum

 New Zealand
- Oxford I PK286/G-AIKR, oprindeligt bygget som en Airspeed Consul, blev renoveret til statisk udstilling i Royal New Zealand Air Force Museum, Wigram, og er langtidsudlånt til denne institution fra Canada Aviation Museum.[15] Dele af NZ1289/V3267 og NZ1302/P8846 bliver angiveligt også opbevaret i RNZAF Museet[16] og har muligvis været benyttet til renoveringen. Det færdige fly blev udstillet i Februar 2016.[17]
- Vragdele fra Oxford I NZ277/P2030, som styrtede ned i Oktober 1942, er udstillet i "Taranaki Aviation, Transport and Technology Museum" nær New Plymouth

 Storbritannien
- Oxford I MP425/G-AITB er udstillet i Royal Air Force Museum London, Hendon
- Oxford I V3388/G-AHTW er udstillet i Imperial War Museum, Duxford, Cambs

### Under restaurering/opbevaret
Canada
- En Oxford blev i Maj 2005 rapporteret under renovering for en privat samler til statisk udstilling i Moose Jaw, Canada, af frivillige tilknyttet "Western Development Museum". Projektets nuværende status er ikke kendt[18]

 New Zealand
- Oxford II NZ1332/AP414 er under renovering til statisk udstilling af Subritzky famillien fra Dairy Flat nær Auckland
- Et Oxford projekt er under renovering til flyvedygtig stand af Stuart Atkinson fra Papakura, Auckland. Projektet benytter dele fra adskillige flystel inkl. Oxford I NZ2155/PG942[19]
- Oxford R6029/G-AJLR, konfigureret som Consul VR-SCD, var sent i 2005 under restaurering for Singapore Airlines af Croydon Aircraft Company i Mandeville. Den nuværende status er ukendt[19]

 Sydafrika
- Oxford I ED290/G-AITF er under renovering til kørbar stand ved South African Air Force Museum i Port Elizabeth[20]

 Storbritannien
- Oxford V EB518 er lagret ved Baxterley[21]

## Specifikationer (Mk I)
| Besætning:      | 3                                |                                                    |
| Længde:         | 34 ft. 6 in.                     | 10,52 m                                            |
| Højde:          | 11 ft. 1 in.                     | 3,38 m                                             |
| Spændvidde:     | 53 ft. 4 in.                     | 16,26 m                                            |
| Vingeareal:     | 348 ft²                          | 32,3 m²                                            |
| Tomvægt:        | 5.322 lb                         | 2.419 kg                                           |
| Max. vægt:      | 7.500 lb                         | 3.409 kg                                           |
| Motorer:        | 2 x Armstrong Siddeley Cheetah X | stjernemotorer                                     |
| Effekt:         | 2 x 355 hk                       | 261 kW                                             |
| Propeller:      | 2 stk. 2-bladede                 | træ eller metal                                    |
| Max. fart:      | 192 mph                          | 167 knots, 309 km/t @ 8.000 ft (2.440 m)           |
| Marchfart:      |                                  | 251 km/t                                           |
| Udholdenhed:    | 5,5 timer                        |                                                    |
| Max.flyvehøjde: | 23.550 ft                        | 7.180 m                                            |
| Stigehastighed: | 1.340 ft/min                     | 6,8 m/s                                            |
| Bevæbning:      |                                  |                                                    |
| Maskingeværer:  | 2 x 0,303 in (7,7 mm)            | Vickers K machine gun i rygtårn (kun skyttetræner) |
| Bomber:         | 16× 11.5 lb. (5 kg)              | øvelsesbomber, båret eksternt                      |